# 道佛峽灣
道佛峽灣（英語：Doubtful Sound）是位於紐西蘭南島西南部的一個峽灣。道佛峽灣比同地區的米爾福德峽灣要小，但比米爾福德峽灣更有名且容易抵達。道佛峽灣是紐西蘭遊客數第二多的景點，僅次於米爾福德峽灣。